# Fudbalski Klub Mogren
O Fudbalski Klub Mogren é um clube de futebol montenegrino com sede na cidade de Budva. O clube foi fundado em 1920 e o seu a(c)tual presidente chama-se Rajko Kuljača. A equipa disputa os seus jogos caseiros no Lugovi Stadium, que tem capacidade para 5.000 espectadores.